# Pitcairnia nigra
Pitcairnia nigra är en gräsväxtart som först beskrevs av Élie Abel Carrière, och fick sitt nu gällande namn av Éduard-François André. Pitcairnia nigra ingår i släktet Pitcairnia och familjen Bromeliaceae.

## Underarter
Arten delas in i följande underarter:
- P. n. nigra
- P. n. pulchella